# Millionærdrengen (film fra 1918)
 For alternative betydninger, se Millionærdrengen. (Se også artikler, som begynder med Millionærdrengen)
Millionærdrengen er en amerikansk stumfilm fra 1918 af William Desmond Taylor.

## Medvirkende
- Jack Pickford - Kendall
- Louise Huff - Jean Evans
- Charles Arling
- Jane Wolfe
- Casson Ferguson - Eddie Semper